# Julodis subbrevicollis
Julodis subbrevicollis es una especie de escarabajo del género Julodis, familia Buprestidae. Fue descrita científicamente por Théry en 1936.